# Synkronsvømning under sommer-OL 2016
Synkronsvømningskonkurrencer under Sommer-OL 2016 i Rio de Janeiro blev iscenesat fra den 15. august til den 20. august på Maria Lenk Aquatic Center. I alt 104 atleter konkurrerede i to medaljebegivenheder, nemlig kvindernes duet og kvindernes hold.

## Deltagende nationer
- Argentina (2)
- Australien (9)
- Østrig (2)
- Hviderusland (2)
- Brasilien (9)
- Canada (2)
- Kina (9)
- Colombia (2)
- Tjekkiet (2)
- Egypten (9)
- Frankrig (2)
- Storbritannien (2)
- Grækenland (2)
- Israel (2)
- Italien (9)
- Japan (9)
- Kasakhstan (2)
- Mexico (2)
- Rusland (9)
- Slovakiet (2)
- Spanien (2)
- Schweiz (2)
- USA (2)
- Ukraine (9)

## Medaljer
| Event | Guld | Sølv | Bronze |
| ----- | --- | --- | --- |
| Duet  | Rusland (RUS) · Natalia Ishchenko · Svetlana Romashina | Kina (CHN) · Huang Xuechen · Sun Wenyan                                                                                         | Japan (JPN) · Yukiko Inui · Risako Mitsui |
| Team  | Rusland (RUS) · Vlada Chigireva · Natalia Ishchenko · Svetlana Kolesnichenko · Aleksandra Patskevich · Svetlana Romashina · Alla Shishkina · Maria Shurochkina · Gelena Topilina · Elena Prokofyeva | Kina (CHN) · Gu Xiao · Guo Li · Li Xiaolu · Liang Xinping · Sun Wenyan · Tang Mengni · Yin Chengxin · Zeng Zhen · Huang Xuechen | Japan (JPN) · Aika Hakoyama · Yukiko Inui · Kei Marumo · Risako Mitsui · Kanami Nakamaki · Mai Nakamura · Kano Omata · Kurumi Yoshida · Aiko Hayashi |

### Medaljetabel
| Placering | Land    | Guld | Sølv | Bronze | Total |
| --------- | ------- | ---- | ---- | ------ | ----- |
| 1         | Rusland | 2    | 0    | 0      | 2     |
| 2         | Kina    | 0    | 2    | 0      | 2     |
| 3         | Japan   | 0    | 0    | 2      | 2     |
| Total     | Total   | 2    | 2    | 2      | 6     |

## Referender
1. ↑  "Rio 2016: Synchronized Swimming". Rio 2016. Arkiveret fra originalen 23. juni 2015. Hentet 23. januar 2015.